# Comuna Hannivka, Novoarhanhelsk
Hannivka (în ucraineană Ганнівка) este o comună în raionul Novoarhanhelsk, regiunea Kirovohrad, Ucraina, formată din satele Hannivka (reședința), Kaharlîk și Novopetrivka.

## Demografie
Componența lingvistică a comunei Hannivka
     Ucraineană (90,92%)
     Rusă (3,81%)
     Română (2,93%)
     Alte limbi (0,44%)
Conform recensământului din 2001, majoritatea populației comunei Hannivka era vorbitoare de ucraineană (90,92%), existând în minoritate și vorbitori de rusă (3,81%), română (2,93%) și armeană (1,76%).